# 할리퀸 엔터프라이지스
할리퀸 엔터프라이지스(Harlequin Enterprises)는 주로 여성 독자를 대상으로 하는 로맨스 소설을 발간하는 출판사이다. 캐나다 토론토에 본사가 있다. 1981년 이래 캐나다의 미디어 회사인 토르스타 코퍼레이션의 자회사였으나 2014년 뉴스 코프에 팔렸고 다시 하퍼콜린스가 인수하여 오늘에 이르고 있다.
대한민국에서는 1991년 창립한 신영미디어가 한국어로 번역, 소개하였으며 할리퀸 로맨스를 하나의 장르로 정착시켰다.

## 창립기
할리퀸 엔터프라이지스는 1949년 5월 캐나다의 위니펙에서 페이퍼백 서적을 발간하는 출판사로서 창립되었다. 창립 당시 주요 주주는 잭 팔머를 비롯하여 더그 웰드 그리고 여러 인쇄사들이었다. 처음부터 장르적 특성이 분명한 회사는 아니었고 제임스 하들리 채이스, 애거사 크리스티, 아서 코난 도일, 윌리엄 서머싯 몸과 같은 작가들의 작품을 재출간하였다. 그러다가 1951년 진 플라이디(Jean Plaidy)라는 필명으로 활동한 엘러너 히버트(Eleanor Hibbert)의 《푸른 산 너머》(Beyond the Blue Mountain)가 3만부나 팔리는 히트를 기록하면서 유명새를 타게 되었다.
1953년 할리퀸은 의료 소설에 로맨스를 가미한 메디컬 로맨스 장르를 선보였다. 그해 할리퀸의 편집장 보니캐슬이 사망하자 그의 부인 매리 보니캐슬이 그 뒤를 이었는데, 그녀는 영국의 밀스 앤 분(Mills & Boon)이 출간하는 로맨스 소설을 즐겨 읽었고 편집장이 되자 밀스 앤 분의 북아메리카와 영국 연방 내 판권을 사들였다. 이후 앤 빈턴의 《부왐보 병원》(The Hospital in Buwambo)을 필두로 밀스 앤 분의 로맨스 소설이 할리퀸의 이름으로 출판되기 시작했다. 《부왐보 병원》은 밀스 앤 분의 시리즈로는 407번째 책이었다. 이 전략이 성공을 거두자 매리 보니캐슬은 런던으로 건너가 아예 밀스 앤 분을 인수하기에 이른다.
할리퀸은 로맨스 소설의 "품위"를 지키기 위한 적정선을 선정하였다. 밀시 앤 분의 로맨스 소설은 종종 매우 선정적인 정사 장면 등을 묘사하였으나 할리퀸은 키스 이상의 선을 넘지 않도록 제한하였다. 이러한 판단이 적중하여 할리퀸 로맨스 소설의 매출은 나날이 증가하였지만 여전히 대다수 매출처는 캐나다 국내였다. 1967년의 매출 가운데 78%, 1968년 매출에서는 85%가 캐나다에서 이루어졌다. 1969년 할리퀸은 본사를 토론토로 이전하였다. 1970년 할리퀸은 미국의 포켓북스와 사이먼 & 슈스터에 밀스 앤 분의 로맨스 소설을 소개하였다.

## 로맨스 전쟁
1971년 할리퀸은 밀스 앤 분의 영국 내 판권을 창립자의 아들인 존 분에게 되팔았고 북미 지역 내에서는 "여성이 있는 곳"인 슈퍼마켓이나 소매점에 판매대를 놓는 전략을 택했다. 때로는 책의 일부를 인쇄한 무료 샘플을 제공하면서 독자층을 늘렸다. 할리퀸은 이러한 전략에 힘입어 1975년 미국 내 로맨스 소설 시장의 70%를 독식하게 되었다. 그러나 1976년 포켓북스와 사이먼 & 슈스터의 판권 계약이 끝난 뒤 할리퀸은 이들과 재계약을 성사시키지 못했다. 막대한 유통망을 지니고 있었으나 컨텐츠가 없었던 사이먼 & 슈스터는 독자적인 로맨스 소설 생산 체계를 갖추기 시작하였고 이는 할리퀸의 점유율에 큰 타격으로 돌아왔다. 이른바 "로멘스 전쟁"이 일어난 것이다. 실수를 깨달은 할리퀸은 그때까지 유지하였던 영국풍에서 벗어나 실루엣이라는 자회사를 세우고 등장인물과 배경을 미국으로 바꾼 소설로 대응하였다. 그러나 이러한 대응은 너무 늦었고 1978년에 이르면 미국 시장에서 할리퀸 로맨스의 점유율은 25%까지 추락하게 된다. 할리퀸은 결국 실루엣을 사이먼 & 슈스터에 매각하였다.

## 세계화
1981년 캐나다의 미디어 회사인 토르스타 코퍼레이션이 할리퀸을 인수하였고 영어권을 벗어나 세계화를 시도하였다. 서유럽 시장을 시작으로 번역 출간을 시도하였으며 베를린 장벽이 무너진 뒤로는 동구권에서도 번역되었다. 중국 시장에 들어선 것은 1995년으로 관화로 번역된 할리퀸 로맨스는 그해 55만권이 팔렸다.  1992년은 할리퀸의 부흥기였다. 당시 할리퀸의 로맨스 소설은 6개 대륙의 24개 언어로 번역되어 2억 5백만 권이 팔렸다. 할리퀸이 발간한 책은 영어를 기준으로 800 종에 달했으며 외국어 편집자는 6,600 여명에 이르렀다. 대한민국에서는 1991년 신영미디어가 번역 출판을 시작하였다.

## 참고 문헌
- Hemmungs Wirten, Eva (1998). “Global Infatuation: Explorations in Transnational Publishing and Texts.  The Case of Harlequin Enterprises and Sweden”. Section for Sociology of Literature at the Department of Literature, Number 38. Uppsala University.
- Regis, Pamela (2003), 《A Natural History of the Romance Novel》, Philadelphia, Pennsylvania: University of Pennsylvania Press, ISBN 0-8122-3303-4
- Thurston, Carol (1987), 《The Romance Revolution》, Urbana and Chicago: University of Illinois Press, ISBN 0-252-01442-1

## 같이 보기
- 로맨스 (사랑)
- 로맨스 소설